# Elila Mena
Elila Mena (* 7. April 1918 in Santo Domingo; † 7. Februar 1970 in New York City) war eine dominikanische Pianistin und Musikpädagogin.
Mena hatte ihren ersten Klavierunterricht bei ihrem Vater, dem Komponisten Luis Emilio Mena. Sie setzte den Unterricht bei María Lamarche, Manuel Rueda und Nicolás Calderón fort und war von 1931 bis 1944 Professorin für Klavier am Liceo Musical de Santo Domingo. Außerdem unterrichtete sie am Conservatorio Nacional de Música.
Als Konzertpianistin führte sie mit dem Orquesta Sinfónica Nacional Werke von Bach, Rachmaninow, Tschaikowski, Liszt und Rivera auf. Daneben wurde sie auch als Kammermusikerin bekannt. Auf der Platte Recuerdos de infancia nahm sie Klavierstücke ihres Vaters auf, die Platte Música de Luis Rivera spielte sie im Duo mit Vicente Grisolía ein.